# Absorptionsfrequenzmesser

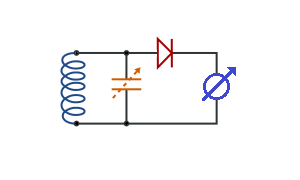
Schaltplan eines Absorptionsfrequenzmessers

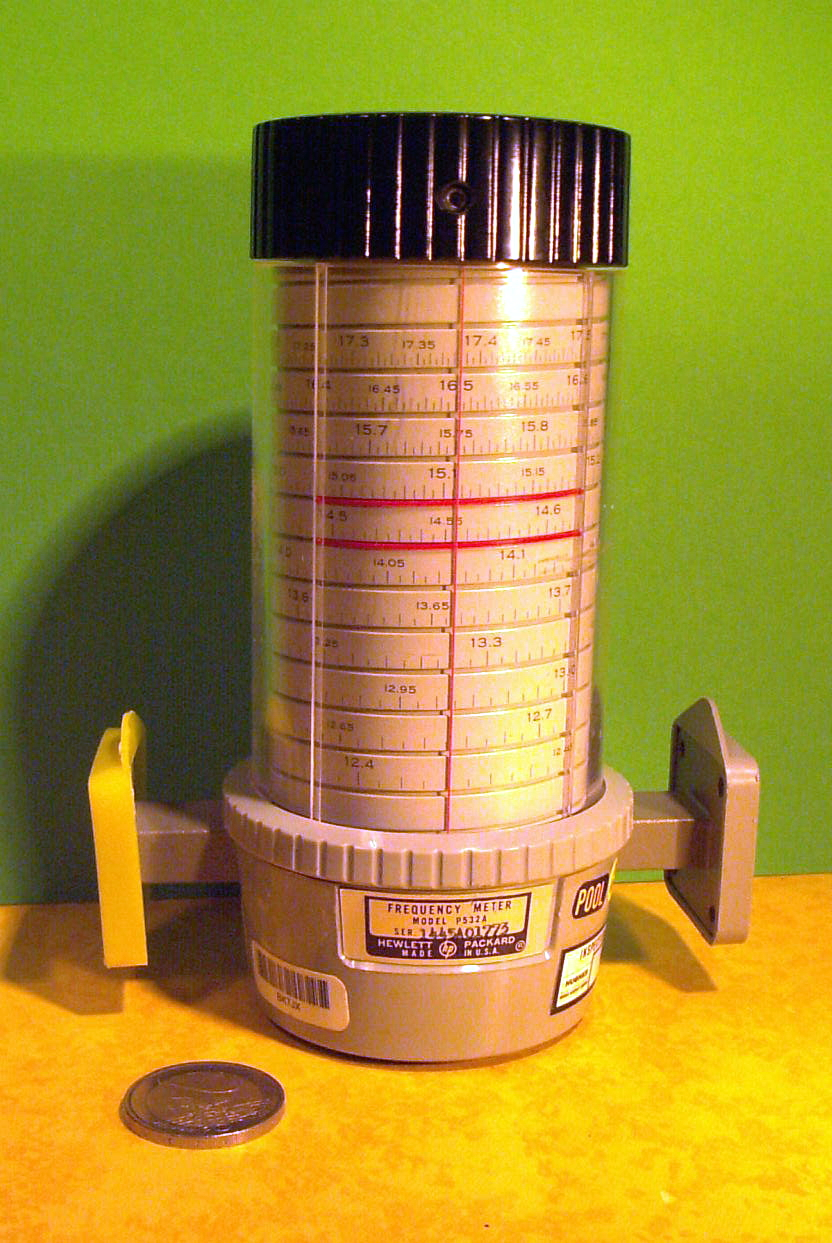
Wellenmesser für Messungen im Ku-Band. Links und rechts sieht man die Hohlleiteranschlüsse.

Der Absorptionsfrequenzmesser (auch Wellenmesser oder Wellenmessgerät) ist ein mechanisch verstellbarer Schwingkreis, Leitungskreis oder Hohlraumresonator zur Bestimmung der Wellenlänge oder der Frequenz von Funk- und Mikrowellen. Eine Verstelleinrichtung ist dazu mit einer Skala versehen, an der direkt die Wellenlänge oder die Frequenz abgelesen werden kann.
Er dient zur Messung der Frequenz eines aktiven Schwingkreises, z. B. von Oszillatoren, schwingenden Audions oder Sendeverstärkern und wird heute meist durch einen Frequenzzähler abgelöst.

## Tiefe Frequenzen
Ein Absorptionsfrequenzmesser für Frequenzen unter 500 MHz besteht aus einem Drehkondensator und einer – meist wechselbaren – Spule. Dieser abstimmbare Schwingkreis wird normalerweise schwach mit dem Magnetfeld des Messobjektes gekoppelt. Bei Resonanz absorbiert er so viel Energie, dass die entstehende Spannung am Schwingkreis gleichgerichtet und angezeigt werden kann. Zur Frequenzmessung verändert man den Drehkondensator so lange, bis die Spannung am Absorptionskreis maximal wird. Dieser resonante Energieentzug vom Messobjekt kann ausreichen, um bei einem schwachen Oszillator die Schwingungen aussetzen zu lassen. Da der Absorptionsfrequenzmesser recht einfach aufgebaut ist und trotzdem für viele praktische Zwecke eine ausreichende Genauigkeit besitzt, ist er besonderes bei den Funkamateuren beliebt. Üblicherweise arbeiten auch Dipmeter im „Passiv-Betrieb“ als Absorptionsfrequenzmesser.

## Hohe Frequenzen

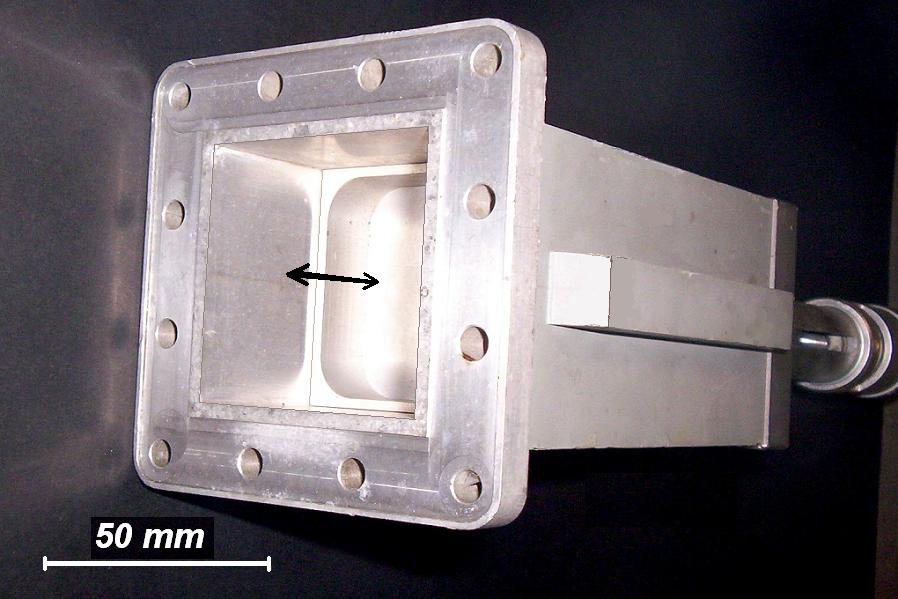
Geöffneter Wellenmesser für Mikrowellen (max. Wellenlänge ca. 10 cm). Die Messschraube (rechts) bewegt den Kurzschlussschieber (Pfeil)

Wellenmesser für Wellenlängen unter etwa 100 cm arbeiten mit Lecherleitungen oder einem Hohlleiter-Abschnitt mit Kurzschlussschieber. Die erforderliche Länge beträgt λ/4 (siehe Leitungstheorie#λ/4-Leitung).
Auf den Leitungen bzw. im Hohlraumresonator entstehen durch die Reflexion am Kurzschlussschieber stehende Wellen, deren Amplitude besonders groß ist, wenn deren Eigenfrequenz mit der eingekoppelten Welle übereinstimmt. Sie entziehen dann der Quelle über das Koppelelement (z. B. ein Schlitz zwischen speisendem Hohlleiter und Wellenmesser) besonders viel Energie. Durch eine Koppelschleife wird eine Spannung ausgekoppelt und mit einer Diode gleichgerichtet.
Beim Verschieben des Kurzschlussschiebers treten im Abstand der halben Wellenlänge Resonanzmaxima auf. Deren Abstand kann direkt auf einer dazu meist metrisch eingeteilten Skala des über einen Spindeltrieb bewegten Kurzschlussschiebers abgelesen werden.